# هاري برنس
هاري برنس (بالإنجليزية: Harry Prince)‏ (4 ديسمبر 1921 بستوك أون ترينت في المملكة المتحدة - 2009) هو لاعب كرة قدم بريطاني (وحمل سابقاً جنسية المملكة المتحدة لبريطانيا العظمى وأيرلندا) في مركز حراسة المرمى. لعب مع بورت فايل ووولفرهامبتون واندررز وستافورد رينجرز.